# Karduniaš
Karduniaš (Karduniasch, auch Karu-duniasch oder Kara-duniasch) ist eine Bezeichnung für Babylonien oder das von der 3. Dynastie von Babylonien beherrschte Gebiet. Sie kommt vor allem in Königstiteln vor und taucht erstmals in der Zeit von Kara-indaš auf. Seit Tukulti-Ninurta I. führen sie auch assyrische Herrscher gelegentlich. Nach dem Fall von Babylon scheint die Bezeichnung nur noch in Assyrien geläufig zu sein.